# Jean-Christophe Cassard
Pour les articles homonymes, voir Cassard.
Jean-Christophe Cassard, né le 19 décembre 1951 à La Rochelle et mort le 10 janvier 2013 à Morlaix, est un historien français.
Il est professeur d'histoire médiévale à l'université de Bretagne occidentale de Brest.

## Biographie
Jean-Christophe Cassard est le fils d'un père, architecte nantais, travaillant à La Rochelle au moment de sa naissance, et d'une mère originaire du Trégor finistérien.
Après des études à Nantes, puis à l'École normale supérieure de Saint-Cloud (1971-1975) et une carrière de professeur de lycée, à Cholet, il devient maître de conférences d'histoire médiévale à l'UBO (Brest) en 1988, avant d'être professeur, dans cette même université, de 2003 jusqu'à son décès.
Ses travaux (une dizaine de livres, une centaine d'articles) portent sur la Bretagne, en particulier le haut Moyen Âge, la sainteté et la guerre de Succession de Bretagne (1341-1364), sujets sur lesquels il a publié de nombreuses études : les Bretons de Nominoë, les Bretons et la mer, des origines au XIIIe siècle, les Vikings en Bretagne ; une biographie de Saint Yves de Tréguier, un saint du XIIIe siècle, complétée par l'édition, avec Georges Pronost, des actes du colloque de Tréguier tenu à l'occasion du septième centenaire de sa mort en 1303.
Son œuvre fait de lui l'un des meilleurs spécialistes de la Bretagne médiévale et de ses représentations jusqu'à la guerre de Succession incluse. Jean-Christophe Cassard s'est aussi beaucoup intéressé à la mer dont la présence, tout à fois obsédante et stimulante par les aventures qu'elle suggère et les élargissements qu'elle impose, a accompagné toute son existence, à Locquirec, où des parents avaient pratiqué la pêche, en passant par Nantes, qui s'est forgée l'image d'une métropole atlantique.
Il a travaillé dans le cadre du Centre de Recherche Bretonne et Celtique (basé à Brest), UMR 6038 du CNRS.
Il a également beaucoup contribué à la rédaction des ouvrages collectifs d'histoire de la Bretagne aux éditions Skol Vreizh.
Il s'est engagé, dès les années 1970, alors que la France connaissait un premier réveil régionaliste, pour défendre "une certaine idée de la Bretagne", socialiste, autonome et où la culture serait au cœur des préoccupations. Il milite un temps à l'UDB mais Ar Falz et Skol Vreizh constituent toutefois les associations dans lesquelles il s'investit le plus. Il est ainsi l'un des maîtres d'œuvre de l'Histoire de la Bretagne, publiée par Skol Vreizh à destination des élèves du secondaire. À sa manière, discrète et réfléchie, Jean-Christophe Cassard a voué, tout au long de sa vie, une passion sincère pour la Bretagne, une passion qui a été reconnue par l'attribution, le 26 septembre 2009 à Ancenis, de l'Ordre de l'Hermine.

### Mort et hommages
Il meurt le 10 janvier 2013 à l'âge de 61 ans à Morlaix et est inhumé à Locquirec.
Avant sa mort, il travaillait à un important ouvrage sur la place de la Bretagne dans la bande dessinée, un média dont il avait compris toute l'importance dans la mesure où il permet, au même titre que d'autres vecteurs, de reconstituer les représentations que les sociétés se font d'elles-mêmes, de leurs histoires et de leurs héros.
Un livre de Mélanges (Jean Christophe Cassard, historien de la Bretagne), paru en 2014 aux éditions Skol Vreizh, rend hommage, en trente-six contributions, à la diversité et à la fécondité de ses recherches : Locquirec et Nantes, ses ports d'attache ; Le Moyen Age : la matière de Bretagne, les invasions vikings, la sainteté (Saint Yves, saint Vincent Ferrier et Charles de Blois) ; le pouvoir des princes et des seigneurs ; les Bretons et la mer.

## Publications

### Ouvrages
- Vikings en Bretagne. Skol vreizh n°5, Morlaix, Éditions Skol Vreizh, juillet 1986, 84 p. (ISSN 0755-8848)
- Saint Yves de Tréguier. Un saint du XIIIe siècle, Paris, Éditions Beauchesne, 1992
- Charles de Blois (1319-1364), duc de Bretagne et Bienheureux, Brest, Centre de Recherche Bretonne et Celtique-UBO, 1994
- La Bretagne des premiers siècles, Paris, Éditions Gisserot, 1994
- Le siècle des Vikings en Bretagne, Paris, Éditions Gisserot, 1996
- Les Bretons et la mer au Moyen Âge. Des origines au milieu du XIVe siècle, Rennes, Presses universitaires de Rennes, 1998
- Les Bretons de Nominoé, Brasparts, Éditions Beltan, 1990 (réimpr. Presses Universitaires de Rennes, Rennes, 2003), 320 p.
- « Tanguy du Chastel, l'homme de Montereau », Le Trémazan des du Chastel : du château fort à la ruine, 2004, [lire en ligne] sur le site HAL-SHS.
- La guerre de Succession de Bretagne, Coop Breizh, Spézet, 2006, 354 p.
- L'Orient des Bretons au Moyen Âge, Skol Vreizh, Morlaix, 2007, 267 p.
- L'Âge d'or capétien, Belin, 2011, 600 p.
- Le Grand Atelier de l'histoire de France. Le Moyen Age (sources, historiographie, controverses, enjeux), Belin, 2012, 448 pages (en collaboration avec Boris Bove, Geneviève Bührer-Thierry, Florian Mazel et Charles Mériaux).
- Sainteté, pouvoirs, cultures et aventures océanes en Bretagne(s), V-XXe siècle, Mélanges en l'honneur de Jean-Christophe Cassard, sous la direction de Yves Coativy, Alain Gallicé, Laurent Héry, Dominique Le Page, Morlaix, Skol Vreizh, 2014, 510 pages. Ce volume comporte quatre articles inédits de Jean-Chrisotophe Cassard, qui témoignent de la diversité et de l'originalité de ses enquêtes : "Caralouet, compagnon de Bertrand : le premier "Bon Breton" ?", " Les naufrages en Bretagne vers la fin du Moyen Age", "Un engouement millénaire ? Les Bretons et le miel", "Le patriotisme breton au Moyen Âge".
- Pour le détail des quarante articles publiés par Jean-Christophe Cassard entre 2003 et 2012, voir sur le site de l'Université de Brest : http://www.univ-brest.fr/crbc/menu/Membres+du+laboratoire/Enseignants-chercheurs/Jean-Christophe_Cassard.

### Ouvrages en collaboration
- Toute l'histoire de Bretagne., Morlaix, Éditions Skol Vreizh, décembre 2012, 864 p. (ISBN 978-2-915623-79-6)
- Dictionnaire d'histoire de Bretagne, Skol Vreizh, Morlaix, 2008, sous la direction de Jean-Christophe Cassard, Alain Croix, Jean-René Le Quéau et Jean-Yves Veillard
- Bretons et normands au Moyen Âge : Rivalités, malentendus, convergences, PU Rennes, 2008, 384 p., sous la direction de Joelle Quaghebeur et Bernard Merdrignac

## Hommages
Trois ouvrages rendent hommage à Jean-Christophe Cassard :
- Sainteté, pouvoirs, cultures et aventures océanes en Bretagne(s), V-XXe siècle, Mélanges en l'honneur de Jean-Christophe Cassard, sous la direction de Yves Coativy, Alain Gallicé, Laurent Héry, Dominique Le Page, Morlaix, Skol Vreizh, 2014, 510 pages
- Landévennec, les Vikings et la Bretagne, sous la direction de Magali Coumert et Yvon Tranvouez, Brest, CRBC, 2015, 270 pages ; sous-titre : En hommage à Jean-Christophe Cassard
- 11 batailles qui ont fait l'histoire de la Bretagne, sous la direction de Dominique Le Page, Morlaix, Skol Vreizh, 2015, 360 pages, p. 6 : « À la mémoire de Jean-Christophe Cassard »